# Tommaso de Mauro
Tommaso de Mauro (attivo a Napoli fra il 1701 e 1716; fl. XVIII secolo) è stato un compositore italiano, storicamente ritenuto importante, in quanto fu uno tra i primi a comporre opere buffe.
Pochissimo si sa sulla sua vita e attività, tant'è che nemmeno la data e il luogo di nascita e di morte non sono noti. Il suo primo lavoro teatrale noto fu La donna sempre s'appiglia al peggio, la prima opera napoletana del XVIII secolo, la quale fu rappresentata nel 1701 a Largo del Castello. Il libretto di questo suo lavoro ci fa sapere che all'epoca egli era di giovane età e già ben noto al pubblico napoletana; inoltre sempre da questa fonte risulta che egli non avesse rivali nel genere dell'opera buffa. Nell'ottobre del 1706 con L'Ergasto inaugurò il Teatro dei Fiorentini nella città partenopea, che a breve sarebbe diventato il principale palcoscenico dell'opera comica napoletana. Il 14 dicembre 1709, sempre nel medesimo teatro, fu messo in scena Lo spellecchia finto Razzullo, il suo primo lavoro in napoletano; questa commedeja pe'mmuseca, drammaticamente molto valida, presenta un buon bilanciamento e un buon ritmo tra i recitativi e le parti musicali. Il 23 luglio 1716 non ebbe successo la sua richiesta di succedere a Gaetano Veneziano nella posizione di maestro della cappella reale.
Nonostante de Mauro fosse nel suo tempo uno degli operisti napoletani più in vista non ci giunge alcun suo lavoro completo e tutto quello che si sa sulla sua musica deriva in parte dai libretti delle sue opere (ad es. le arie erano strofiche e mai da capo) o dalle poche arie sue che sopravvivono.